# Józef och Wiktoria Ulma
Józef och Wiktoria Ulma, födda 1900 och 1912, död 24 mars 1944, var ett polskt gift par som bodde i Markowa nära Rzeszów i sydöstra Polen vid tiden för den nazistiska ockupationen under andra världskriget. Józef och Wiktoria Ulma och deras sju barn saligförklarades den 10 september 2023.
Paret Ulma utnämndes 1995 av staten Israel till rättfärdiga bland folken för att de försökte rädda medlemmar ur två polska judiska familjer genom att gömma dem i sitt eget hem under Förintelsen. Paret Ulma och deras barn blev summariskt avrättade för detta, liksom tusentals katolska landsmän tillsammans med de judar de gömde.

## Morden
Tidigt på morgonen den 24 mars 1944 anlände en patrull inom tyska polisen från Łańcut under löjtnant Eilert Dieken till familjen Ulmas hus i utkanten av byn Markowa. Paret hade angivits av ukrainsk polis. Tyskarna omringade huset och grep alla åtta judar, som tillhörde familjerna Szall och Goldman. Polispatrullen sköt dem med nackskott, enligt ögonvittnet Edward Nawojski och andra, som tvingades att beskåda avrättningen. De tyska poliserna dödade den gravida Wiktoria och hennes man Józef, så att byborna skulle få se vilket straff som väntade dem som gömde judar. Parets sex barn, Stasia (Stanislawa), 8 år, Barbara, 7 år, Wladyslaw, 5 år, Franciszek, 4 år, Antoni, 2 ½ år och Maria, 18 månader gammal, började skrika vid åsynen av föräldrarnas döda kroppar. Efter att ha rådgjort med sin överordnade Dieken sköt den tjeckiske Volksdeutsche, 23-årige Joseph (Jan) Kokott från Sudetenland, tre eller fyra av barnen. Även de övriga barnen mördades. Efter endast några minuter hade polispatrullen mördat sjutton personer. Förutom Kokott deltog Eilert Dieken, Michael Dziewulski och Erich Wilde i massakern. En av byns tjänstemän, Teofil Kielar, beordrades att begrava de mördade personerna. Han frågade polischefen Dieken varför det var nödvändigt att även döda barnen. Dieken svarade på tyska: "Så att du inte skulle ha några problem med dem." Den 11 januari 1945, trots nazisternas förbud, exhumerade familjen Ulmas närmaste släktingar kropparna för att begrava dem på kyrkogården.

## Familjen Ulma
- Józef, född 1900
- Wiktoria, född 10 december 1912
- Stanislawa, kallad Stasia, född 18 juli 1936
- Barbara, kallad Basia, född 6 oktober 1937
- Wladyslaw, kallad Wladziu, född 5 december 1938
- Franciszek, kallad Franus, född 3 april 1940
- Antoni, kallad Antos, född 6 juni 1941
- Maria, kallad Marysia, född 16 september 1942

Vd sin död var Wiktoria gravid med sitt sjunde och därför saligförklades hela familjen officiellt som Saliga Józef och Wiktoria Ulma och deras sju barn.

## Bilder
| - Saliga familjen Ulmas grav i kyrkan św. Doroty i Markowa. - Saligförklaring av familjen Ulma. |